# Bodotria tenuis
Bodotria tenuis är en kräftdjursart som beskrevs av Francis Day 1978. Bodotria tenuis ingår i släktet Bodotria och familjen Bodotriidae. Inga underarter finns listade i Catalogue of Life.